# Kerncentrale Cofrentes
Kerncentrale Cofrentes (Spaans:Central Nuclear de Cofrentes (CNC)) is een kerncentrale in Spanje bij Cofrentes aan de rivier de Júcar.
De centrale heeft één kokendwaterreactor (BWR) waarvoor RDM het reactorvat in 1976 leverde. De centrale is van hetzelfde type als in Fukushima (Japan). Eigenaar en uitbater van de centrale is Iberdrola.
| Reactorblok | Reactortype | Vermogen | Begin bouw | Inbedrijfname | Stillegging |
| ----------- | ----------- | -------- | ---------- | ------------- | ----------- |
| Cofrentes-1 | BWR         | 1092 MW  | 1975       | 1984          |             |